# Thomas Revard
Thomas Revard, né le 19 octobre 1997 à Carmel, est un coureur cycliste américain, membre de l'équipe Legion of Los Angeles.

## Biographie
Né à Carmel dans l'Indiana, son père Bill et ses oncles Jimmy et Charlie tiennent un magasin de vélos à Broad Ripple (en), dans la ville d'Indianapolis. Il effectue ses premiers coups de pédale à l'âge de 4 ans, puis commence la compétition à 8 ans. 
En 2016, il rejoint l'équipe Bissell-ABG-Giant pour sa première saison chez les espoirs. Cette même année, il ressort diplômé de la Carmel High School, à l'Université Marian. Lors de la saison 2017, il obtient son premier titre majeur en devenant champion des États-Unis du critérium espoirs. 
En 2018, il est recruté par la formation américaine Hagens Berman-Axeon, dirigée par Axel Merckx. Dans le calendrier américain, il se distingue en remportant une étape et le classement général de la Redlands Bicycle Classic.

## Palmarès
- 2016
  - Tour de Bloomington :
    - Classement général
    - 2e et 3e étapes
- 2017
  -  Champion des États-Unis du critérium espoirs
  - Speedway Grand Prix
- 2018
  - Redlands Bicycle Classic :
    - Classement général
    - 1re étape

  - IU Health Indy Criterium
  - 2e de la San Dimas Stage Race

## Classements mondiaux
| Année            | 2018 | 2019 |
| ---------------- | ---- | ---- |
| UCI America Tour | 227e | 273e |